# كيزلياركا

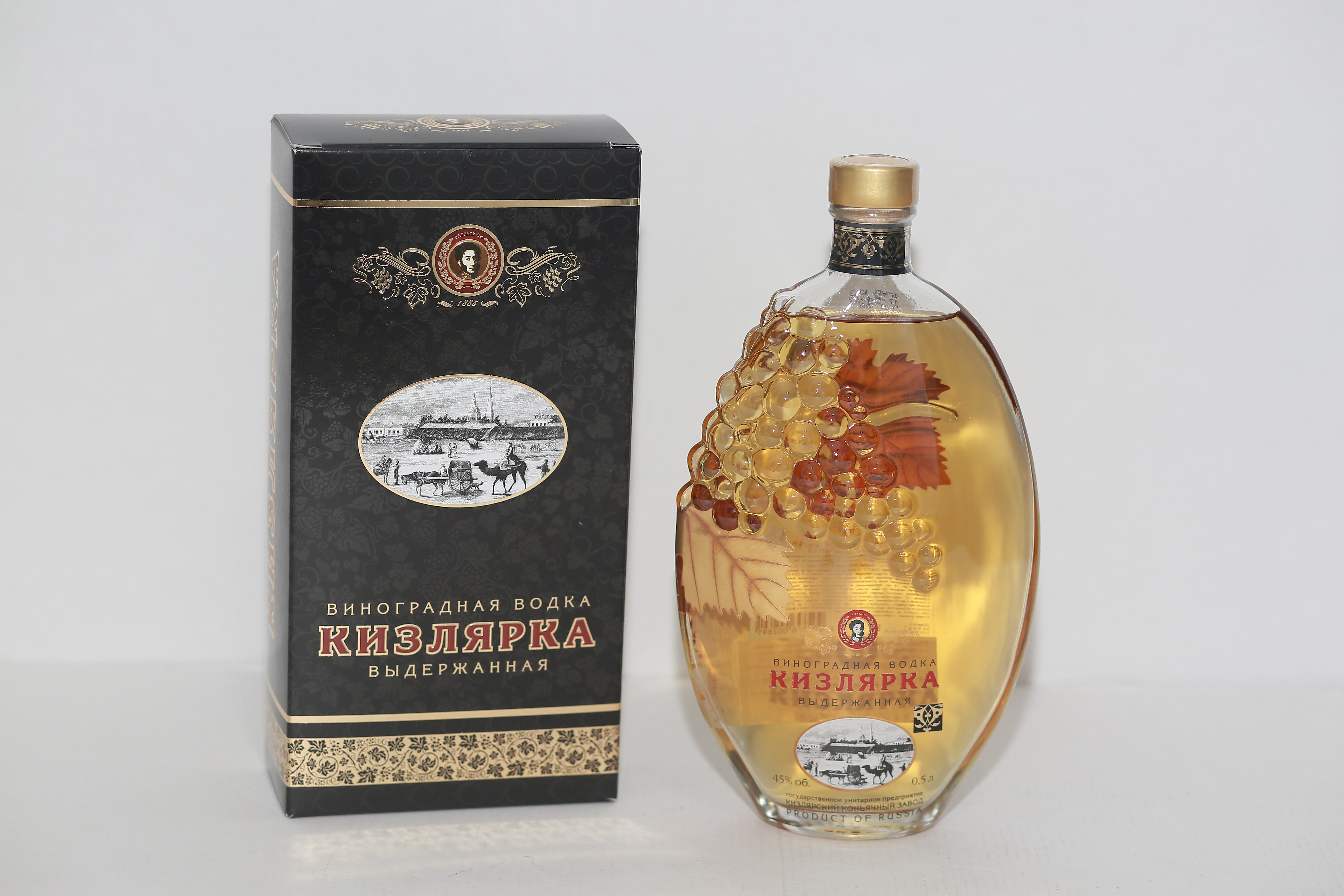
صورة لفودكا كيزلياركا

كيزلياركا هي فودكا سُمِّيت بهذا الاسمِ نسبةً لمدينة كيزليار الروسية التي تُعد موطن هذا النوع من الفودكا والمُصدر الأول له في المنقطة. يحتوي مشروب كيزلياركا على ما نسبتهُ 40 حتى 45% من الكحول، ويتمُّ تحضيره – أي المشروب – من العنب الذي يُوضع في براميل من أجل تقطيرهِ إلى أن يُصبح لونه أصفر مع مرور الوقت. يُضاف السكر كما هو معلومٌ لكيزلياركا؛ كما يُضاف له الماء وهو الذي يتحكَّم في مستوى الكحول في المشروب. هناك ثلاثة أنواعٍ من مشروب كيزلياركا؛ أولٌ قد يُسمَّى بـ «الأصلي» وهو الذي صُنع حديثًا ويحتوي على نسبة الكحول تصلُ لـ 40% وثاني قد يُسمَّى «التقليدي» وهو المشروب المُصنَّع منذ 7 أشهر وأكثر ويحتوي على نسبة كحول تبلغُ 40% أيضًا ثم النوع الثالث الذي قد يتجاوزُ عمره الـ 18 سنة ويحتوي على نسبة الكحول تصلُ حتَّى 45%.

## التاريخ
أُحضر هذا النوع من المشروبات في الأصلِ إلى روسيا من فرنسا؛ ويُعتقد أن فودكا العنب قد بدأ إنتاجها في مدينة كيزليار الروسية في عام 1657 كبديلٍ عن الخمور منخفضة الجودة التي تم إنتاجها هناك في ذلك الوقت. يشار منذ عام 1731 إلى فودكا الفاكهة المصنوعة في روسيا باسم فودكا كيزليار أو كيزلياركا. يُقال أنه خلال القرن التاسع عشر الميلادي؛ تمَّ تصنيع برميلٍ واحدٍ من كيزلياركا من عشرة براميل من العِنب المسحوق.
وفقًا لسوروفيكين مدير مصنع النبيذ وكونياك في روسيا فقد نمت شعبية كيزلياركا في عام 1810 بسببِ زيادة إنتاج الكحول من العنب وفرضِ حظرٍ على الخمور الأجنبية بالإضافةِ إلى الغزو الفرنسي لروسيا في عام 1812. هناك تفسيرٌ آخرٌ لارتفاع شعبية هذا المشروب خلال تلك الفترة الزمنية ألا وهو رخصته في ذلك الوقت مقارنة بالكحول الأجنبي المشابه. فرضت قوانين الضرائب الروسية الجديدة في عام 1816 ضرائب على كيزلياركا وفودكا العنب على حدٍ سواءٍ مما تسبَّب في انخفاض إنتاج كيزلياركا الذي لم يعد مشروعًا مربحًا حينها. بحلول 1820؛ أصدرَ الإمبراطور ألكسندر الأول تشريعاتٍ جديدةٍ بشأنِ الفودكا المُنتَجة من نبيذ العنب الروسي والعنب في مقاطعتي أستراخان والقوقاز فتضمَّنت – أي التشريعات – لوائح صارمة بشأنِ مزيج فودكا الخبز وباقي أنواع الفودكا. لقد انخفض إنتاج كيزلياركا في مدينة كيزليار من 235 ألفًا عام 1828 إلى 120 ألفًا عام 1932، وبحلول أربعينيات القرن التاسع عشر كان هناك انخفاضٌ آخرٌ في إنتاجِ كيزلياركا بسبب الزيادةِ في سعر الكحول.